# Kaltenberg
Kaltenberg település Ausztriában, Felső-Ausztria tartományban, a Freistadti járásban, területe 17,1 km².

## Fekvése
Tengerszint feletti magassága 842 méter. Kaltenberg Liebenau, Unterweißenbach, Schönau im Mühlkreis, Sankt Leonhard bei Freistadt és Weitersfelden településekkel határos.

## Népesség
| 2016 | 630 |
| 2018 | 625 |

## Nevezetességei

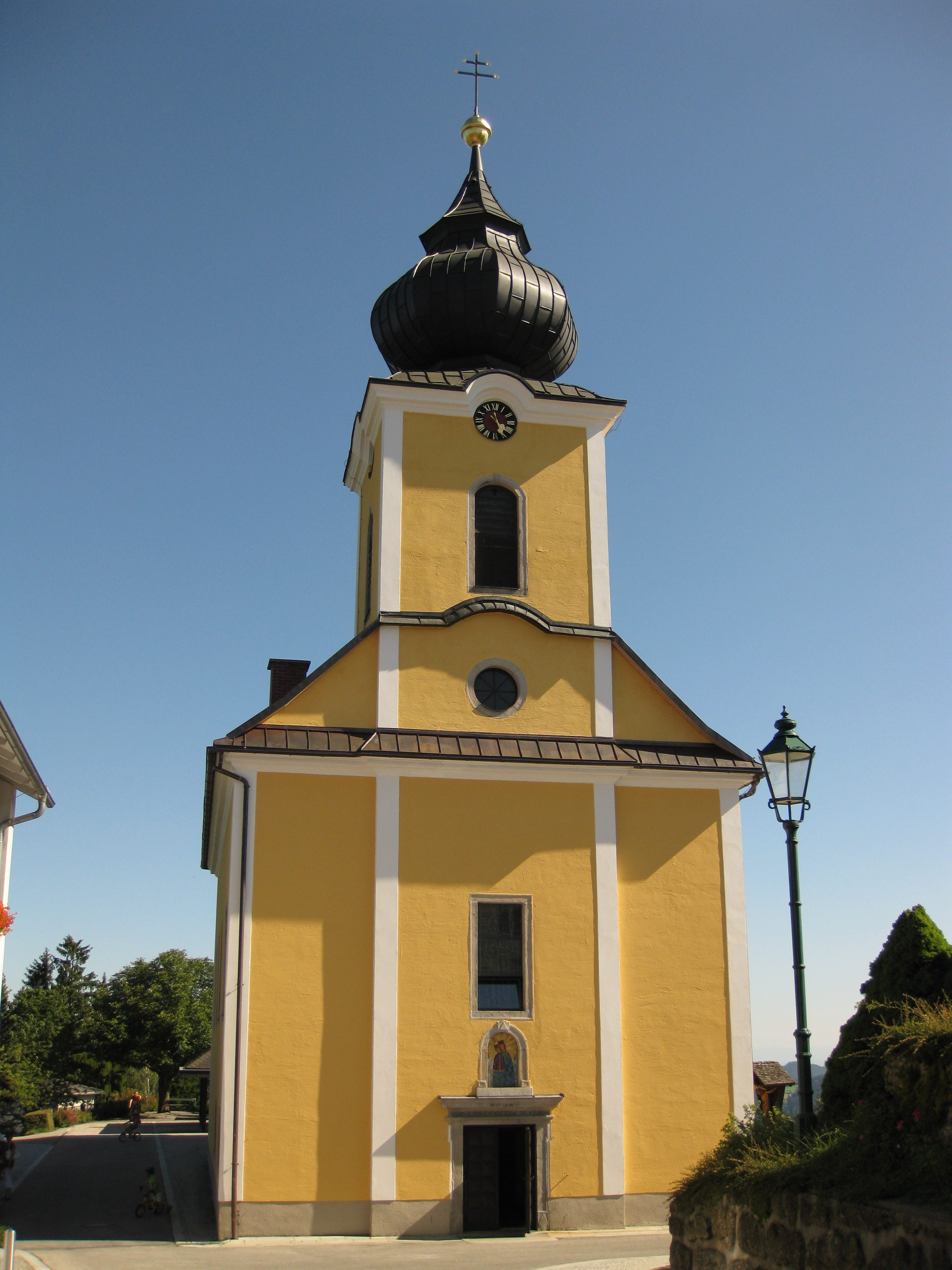
Szűz Mária látogatásának zarándoktemploma

- A kaltenbergi plébánia és zarándoktemplom
- Eredeti kápolna egy nagy hársfa mellett
- Karl Spindelberger háborús emlékműve (1966/1967)